# Szamárhegy (Szentendre)
A Szamárhegy Szentendre legrégibb településrésze. Lakói főként az egykor a törökök elől menekülő katolikus vallású dalmátok leszármazottai.

## Nevének eredete
A hegy a keresztet is felállító tobakosok szamarairól kapta a nevét, akik szamárháton hordták fel a Duna vizét.

## Látnivalók
- Tobakosok keresztje (a kereszt mellett félkörpanoráma nyílik, egészen a Gödöllői-dombságig).
- Rab Ráby tér
- Katona Gyula (orvos) emléktáblája
- Szőlősgazdák keresztje
- Szent Miklós-freskó
- Vajda Lajos Emlékmúzeum
- Preobrazsenszka templom
- Nepomuki Szent János szobor
- Pincék (A föld alatt)

## Ismert emberek, akik itt éltek (élnek)
- Ráby Mátyás
- Katona Gyula (orvos)
- Tzortzoglou Jorgosz
- Ef Zámbó István
- FeLugossy László
- Krizbai Sándor

## Képgaléria

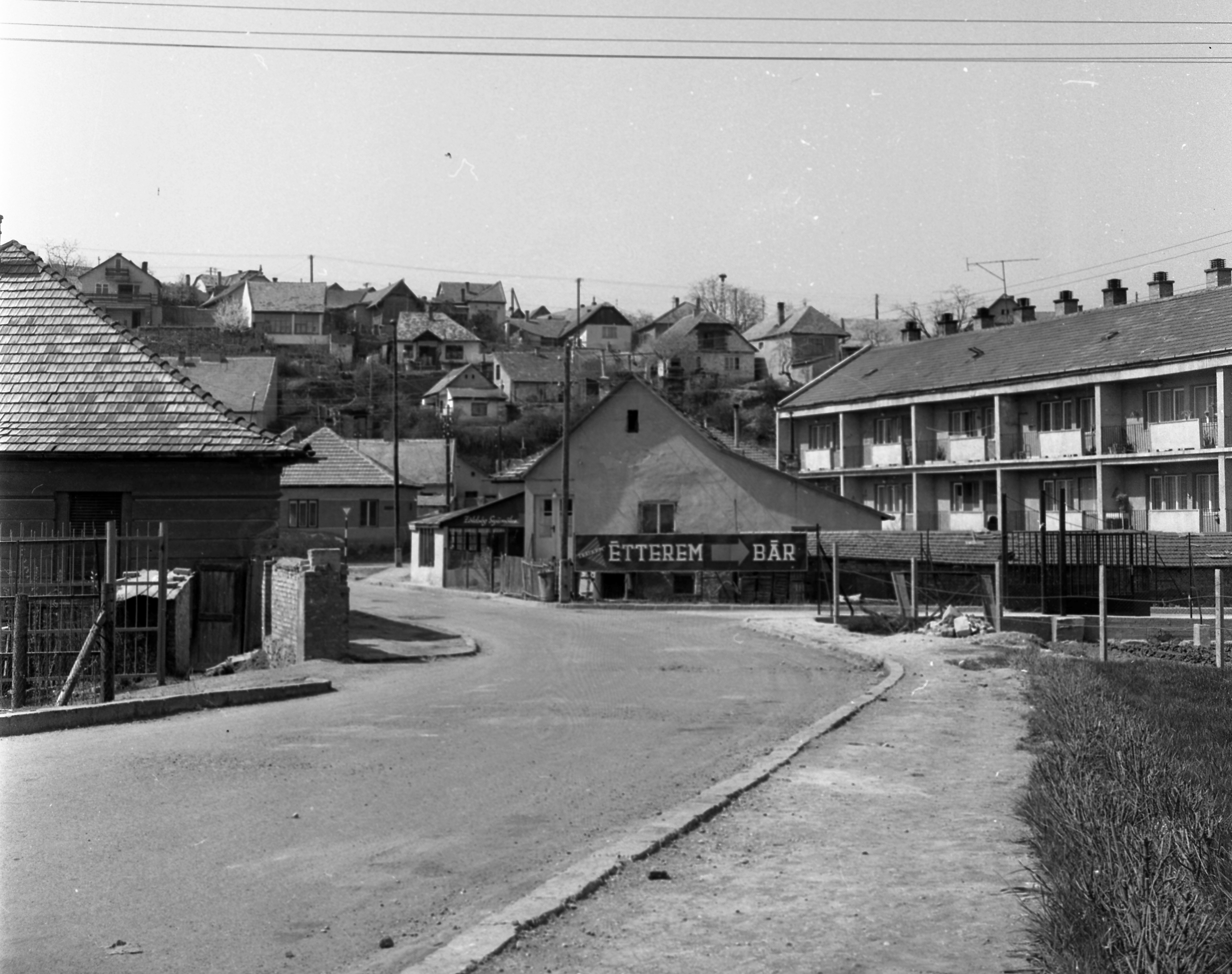
Rév utca,háttérben a szamárhegy
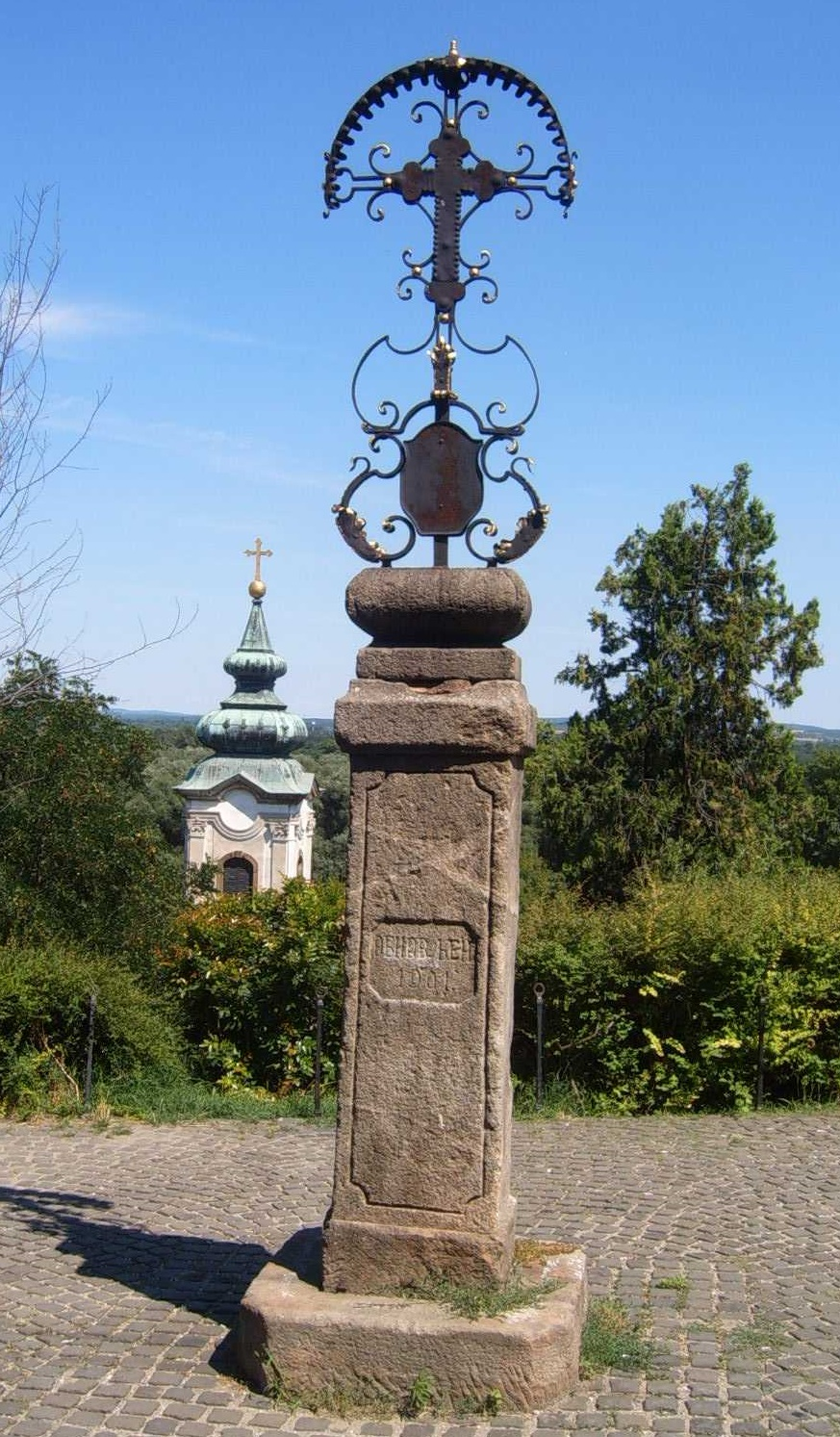
Tobakosok keresztje
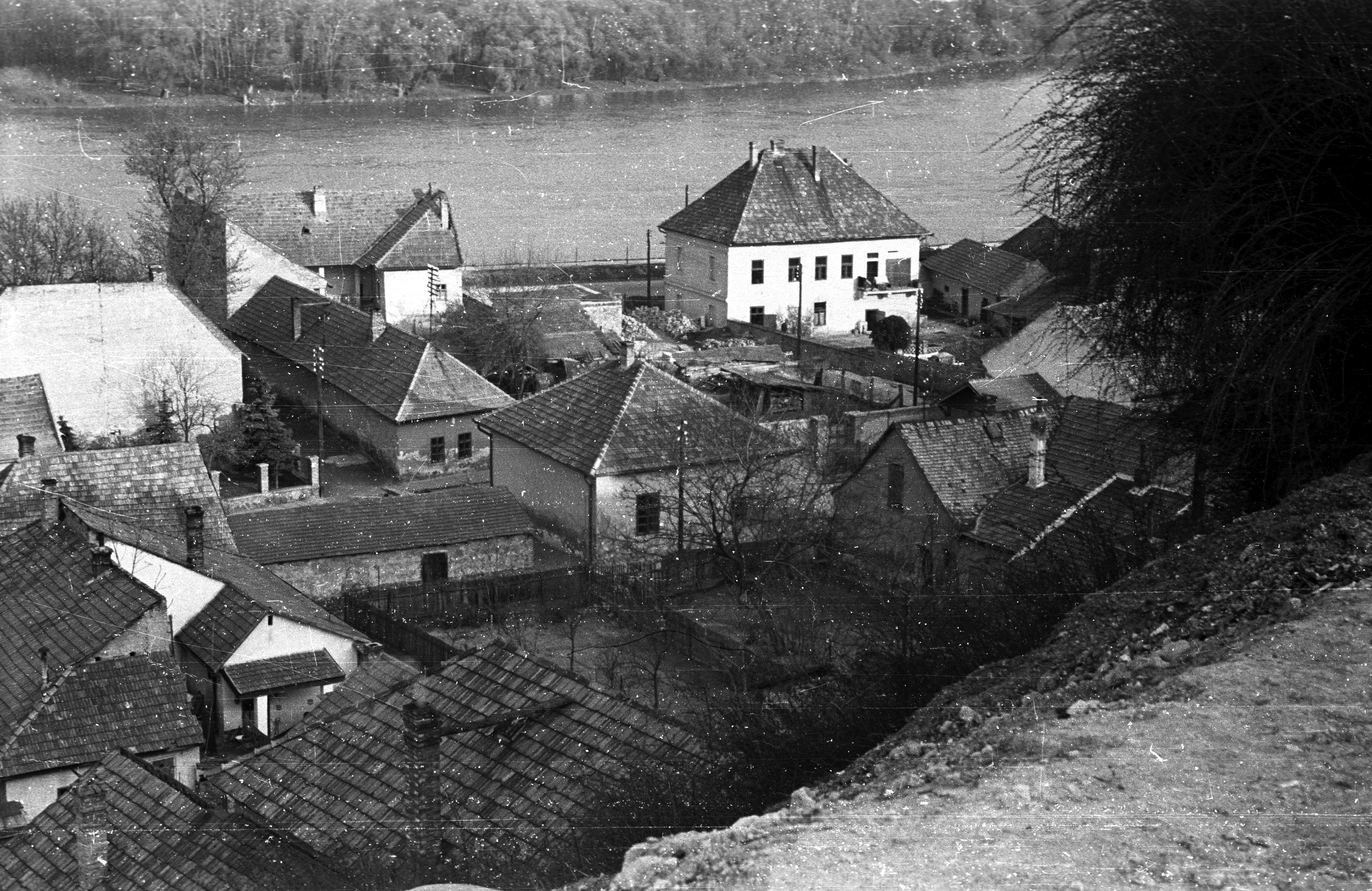
Kilátás a Szamárhegyről,1960-as évek
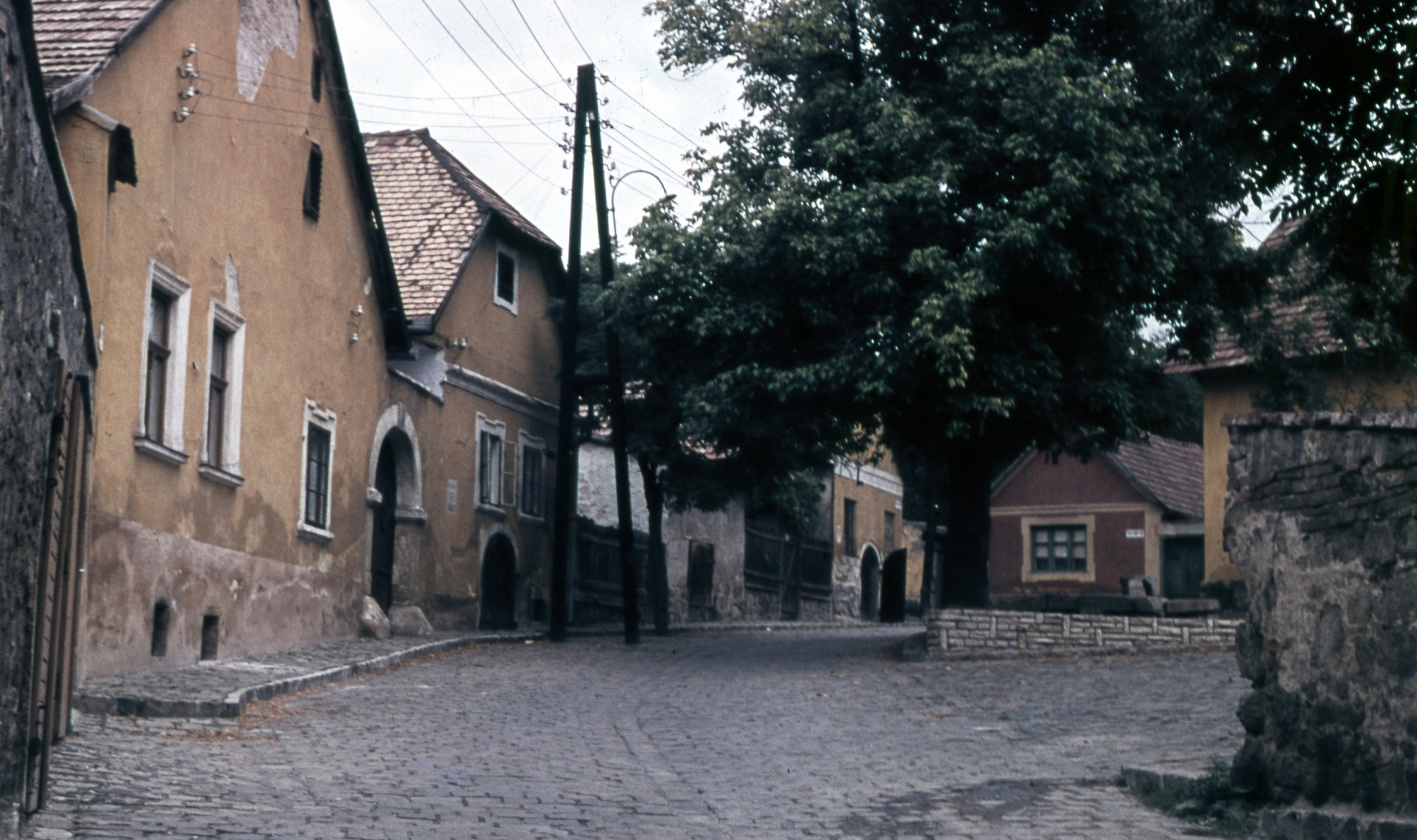
A Rab Ráby tér
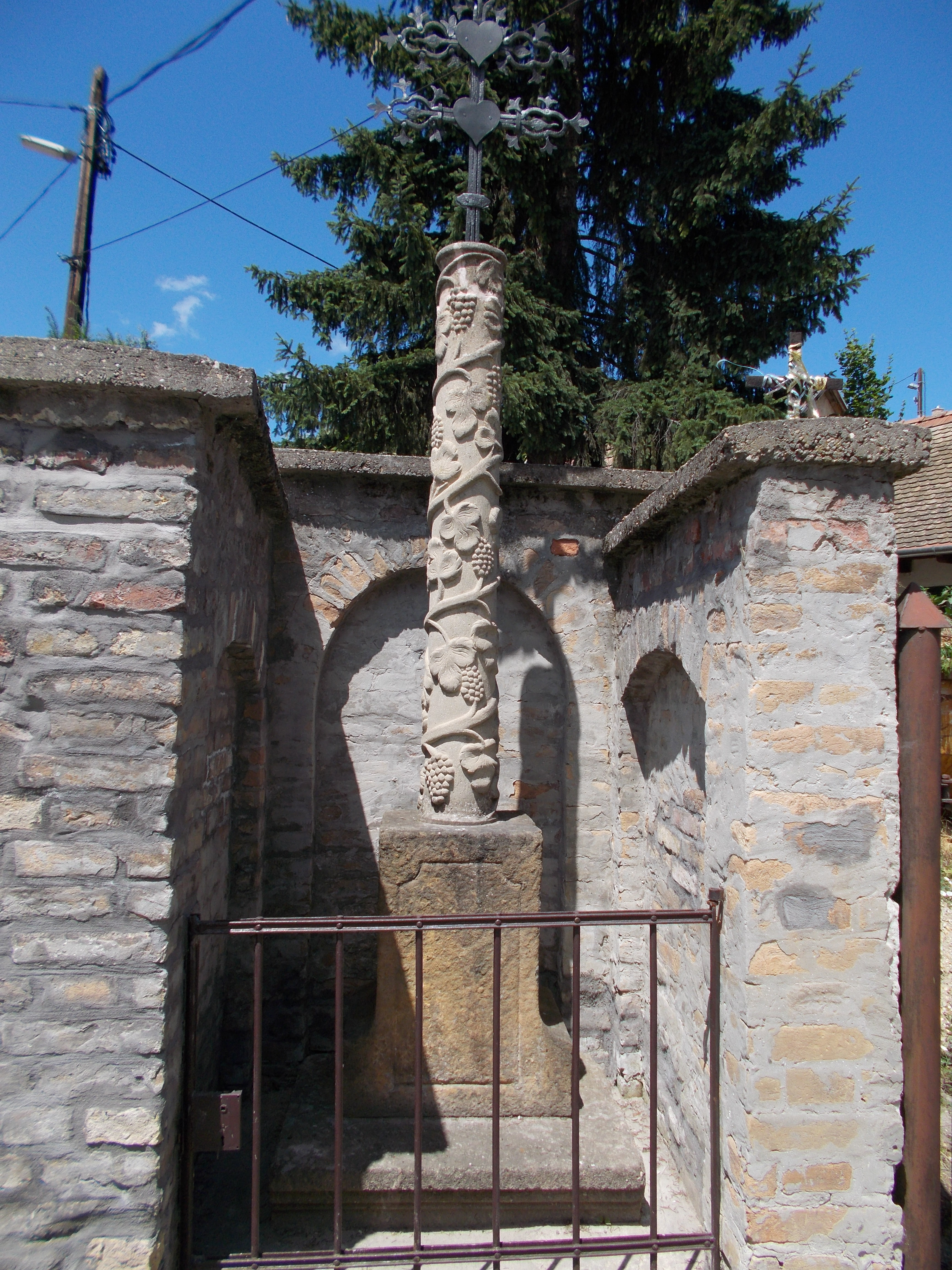
Szőlősgazdák keresztje
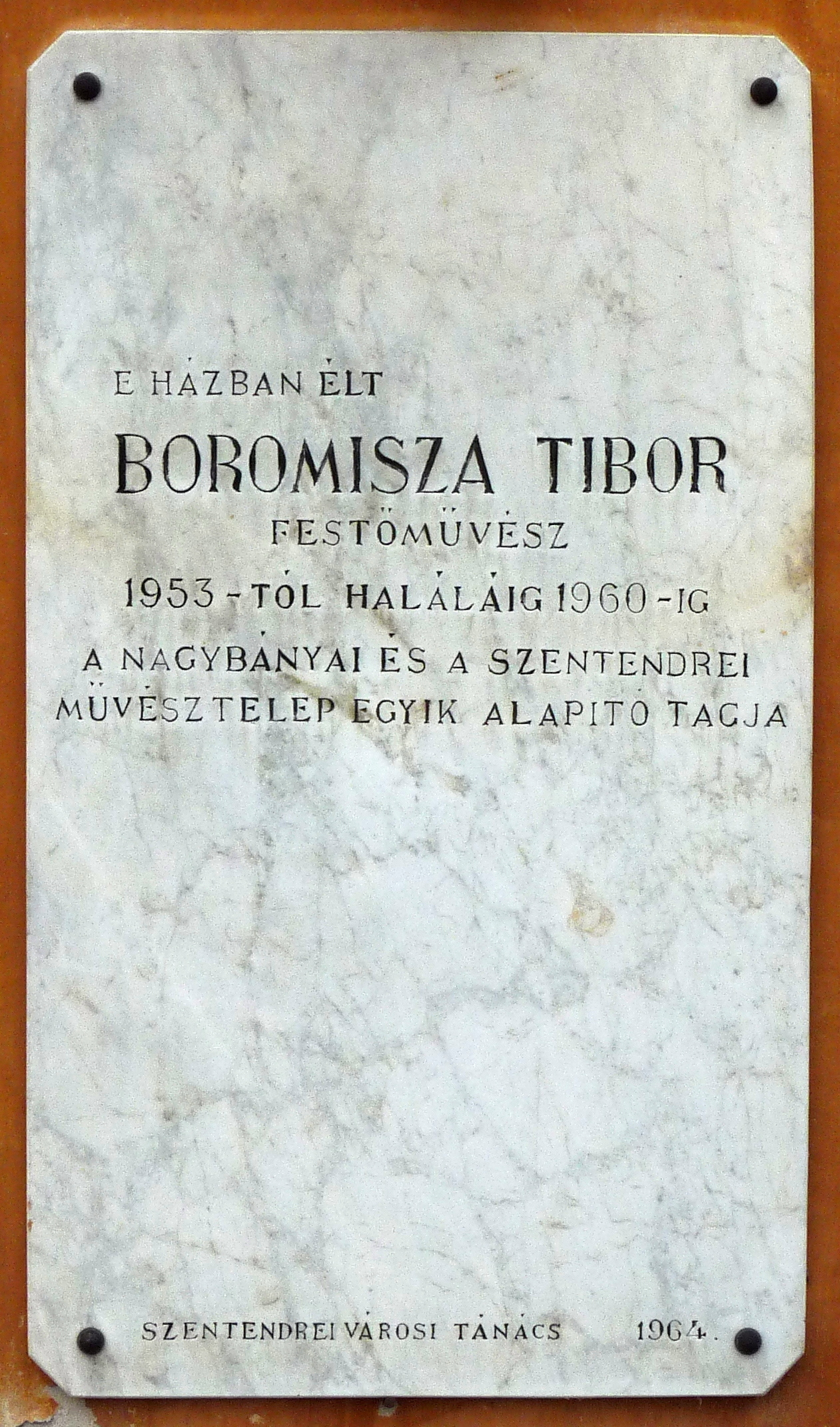
Boromisza Tibor emléktáblája,Dunakorzó
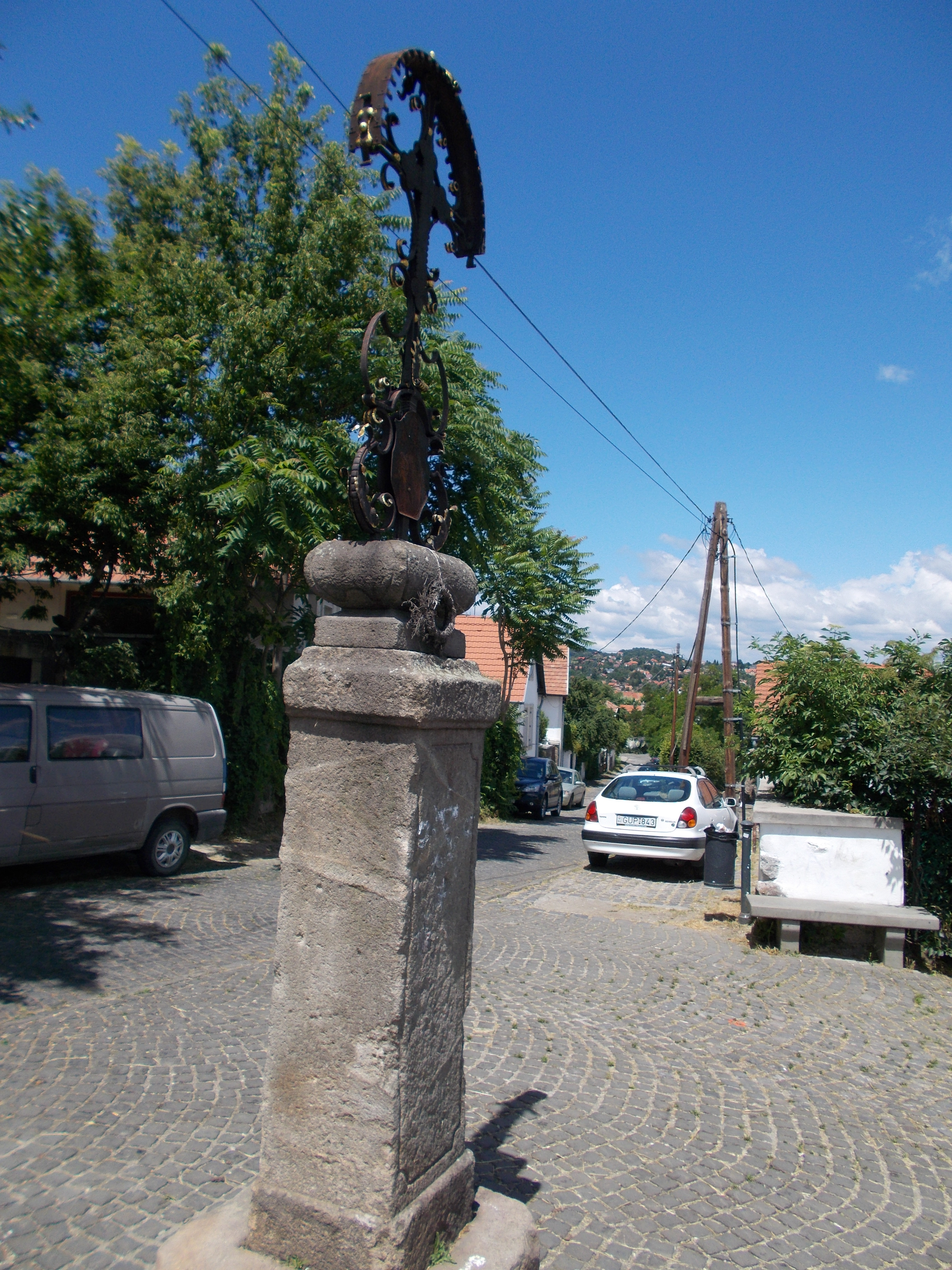